# Mineralvandsfabrikken
Mineralvandsfabrikken er et bygningskompleks i Carlsberg Byen i København. Bygningen huser 20 lejligheder, samt kontorer. I årene 2019-2020 blev bygningen renoveret med bl.a. en facaderenovering. Bygningen deler gård med mineralvandshuset.
Bygningen ligger ud til Bohrs Gade på den ene side og ud til Pasteursvej på den anden side og ud til J.C. Jacobsens Have på sidste side.

## Historie
Bygningen blev opført i årene 1920-1927 og tegnet af arkitekten Carl Harild. Bygningens originale formål var som navnet antyder mineralvandsfabrik for Carlsberg. Bygningen blev også brugt som lager for de mange mineralvandsdrikke, Carlsberg producerede. Efter Carlsberg flyttede fra området i 2008, har bygningen huset en lang række kulturelle aktiviteter såsom dans og kunst.